# Prague Startup Centre
Prague Startup Centre je oficiální podnikatelský inkubátor hlavního města Prahy podporující pražský startupový ekosystém, spojuje mladé inovativní firmy s vhodnými partnery.
Slavnostně byl otevřen 3.3.2016 za účasti pražské primátorky Adriany Krnáčové, ministra financí Andreja Babiše atd. Sídlo centra je v paláci Adria na Jungmannově ulici vedle pražského magistrátu.
V roce 2017 6 inkubovaných startupů získalo investice přes 110 miliónů korun, nejvyšší byla 32 milionů korun.